# Архангеловка (Оренбургский район)
Архангеловка — деревня в Оренбургском районе Оренбургской области. Административный центр Архангеловского сельсовета.

## География
Деревня расположена на левом берегу реки Типтярка. 
Географическое положение
Расстояние до
областного и районного центра города Оренбург: 36 км.
аэропорта Оренбург: 52 км.
Ближайшие населённые пункты
Воскресеновка 1 км, Струково 5 км (оба — Оренбургский район), Цветная Пустошь (Переволоцкий район) 8 км, Репино 8 км, Вознесеновка 9 км (оба — Оренбургский район)

## Население
| 2010 |
| ---- |
| 588  |

## Знатные уроженцы
Архангеловка - родина живописца, академика Императорской Академии художеств Лукиана Васильевича Попова (1873-1914).